# Dodecadodecaedro icositruncado
En geometría, el dodecadodecaedro icositruncado o icosidodecaedro icosidodecatruncado es un poliedro uniforme no convexo, indexado como U45.

## Envolvente convexa
Su envolvente convexa es un icosidodecaedro truncado no uniforme. 
| Icosidodecaedro truncado | Envolvente convexa | Dodecadodecaedro icositruncado |

## Coordenadas cartesianas
Las coordenadas cartesianas para los vértices de un dodecadodecaedro icositrunado son todas las permutaciones pares de 
(±(2−1/τ), ±1, ±(2+τ))
(±1, ±1/τ2, ±(3τ−1))
(±2, ±2/τ, ±2τ)
(±3, ±1/τ2, ±τ2)
(±τ2, ±1, ±(3τ−2))
donde τ = (1+√5)/2 es la proporción áurea (a veces escrita φ). 

## Poliedros relacionados

### Tridiaquis icosaedro
El tridiaquis icosaedro es el poliedro dual del dodecadodecaedro icositruncado. Tiene 44 vértices, 180 aristas y 120 caras triangulares escalenas.